# Ricard de Saint-Hilaire
Ricard de Saint-Hilaire était un littérateur et poète du XIXe siècle. Né à Saint-Hippolyte-du-Fort (Gard) en 1779, il est mort à son domicile du Mas Lafon à Cros (Gard) le 21 septembre 1849.

## Œuvres

### Le moine et le philosophe[2]
Le moine et le philosophe, ou la croisade et le bon vieux temps, ouvrage critique et philosophique, Paris, 1820, en 4 volumes :
- Tome premier, [lire en ligne], 248 pages ;
- Tome II, [lire en ligne], 236 pages ;
- Tome III, [lire en ligne], 273 pages ;
- Tome IV, [lire en ligne], 262 pages ;

L’œuvre a été censurée en 1825¸ victime d’une politique entamée sous la Restauration depuis 1820.

### Les larmes du poète
poème en six chants, précédé de souvenirs historiques, Paris, 1838, [lire en ligne], 345 pages ;

### Autres ouvrages
- Juliette et Dalmor, ou les amants des Cévennes, par Ricard Saint-Hilaire, Paris, chez Lepetit, puis Ch. Pougens, 1795 et 1799, en 2 volumes ;
- Le Héros, ode, dédiée à M. le sénateur Boissy-d’Anglas, par Ricard-St-Hilaire, Paris, chez Duprat-Duverger, 1806, [présentation en ligne], 16 pages ;
- La Mélancolie, par Ricard Saint-Hilaire, Paris, aux éd. des Marchands de nouveautés, 1807, [présentation en ligne] ;

ce poème  a fait l’objet d’une critique virulente dans le Journal de l’Empire du 30 juillet 1807. L’article se termine ainsi : « […] Dira-t-on que nous nous montrons trop sévère ? Avons-nous tort de décourager M. Ricard Saint-Hilaire, de conseiller à un jeune-homme qui semble honnête, de ne pas s’obstiner à rester toute sa vie un mauvais poète, ce qui est la pire des conditions ? N. »
- Constantin, tragédie en 5 actes, par M. Ricard de Saint-Hilaire, Paris, imprimerie de A. Appert, 1844, [présentation en ligne], 144 pages ;
- À Sa Sainteté Pie IX, stances par M. Ricard de St-Hilaire, Paris, imprimerie de Bénard, 1848, [présentation en ligne], 8 pages ;